# 아레나 힘키
아레나 힘키(러시아어: Арена Химки)은 러시아 힘키에 위치한 축구 경기장으로 FC 디나모 모스크바와 PFC CSKA 모스크바의 홈 구장으로 사용되고 있다. 2008년 9월 20일에 개장하였으며 수용 인원은 18,636명이다.
2008년, FC 힘키가 이 구장을 사용했으나, 2009년 모스크바에 있는 FC 디나모 모스크바의 홈구장인 디나모 스타디움이 재건축을 시작하여, 두 구단이 같이 사용하기 시작했다. FC 힘키가 러시아 프리미어리그로 승격된후, FC 힘키는 힘키에 있는 로디나 스타디움으로 홈구장을 옮기게되어, 루즈니키 스타디움을 홈구장으로 사용하던, PFC CSKA 모스크바가 아레나 힘키로, 홈구장을 옮겼다.